# Usiququmadevu
Usiququmadevu, conosciuta anche con il nome di Isiququmadevu, è una creatura appartenente alla mitologia Zulu. È un mostro barbuto e gonfio di sesso femminile, che mangia ogni creatura vivente che trova nel suo cammino.
La legenda vuole che abbia un marito del suo stesso nome.

## Leggenda
Secondo la leggenda, un giorno ha trovato i figli di un capo tribù. Poiché erano incustoditi, gli inghiottì velocemente. Il capo scoprì ciò che era successo e si mise istantaneamente alla ricerca della creatura, trovandola velocemente e uccidendola pugnalandola nella gobba. I suoi figli uscirono incolumi dalla bocca di Usiququmadevu.